# Castel Cles
Castel Cles ist eine Höhenburg in der italienischen Gemeinde Cles im Trentino.

## Lage
Die Burg liegt auf der orographisch rechten Talseite des Nonstales. Sie wurde etwa einen Kilometer nordnordöstlich des Ortskerns von Cles auf einer Anhöhe zur Kontrolle der darunter liegenden Noce-Schlucht errichtet, die nach dem Bau der Santa-Giustina-Talsperre in der Mitte des 20. Jahrhunderts mit dem gleichnamigen Stausee gefüllt ist. Letzterer hat das Landschaftsbild des Tales wesentlich verändert, so dass auch die ursprüngliche Kontrollfunktion nicht mehr zu erkennen ist. Die auf einer Höhe von 616 m s.l.m. in isolierter Lage gelegene Burg ist von Apfelbäumen umgeben, die bis zum Rand des Stausees herunterreichen.

## Geschichte
Archäologische Funde weisen auf eine Besiedlung des Gebietes in der Römerzeit. Die Burg war Stammsitz des gleichnamigen Adelsgeschlechts, das 1124 erstmals erwähnt wurde. Die heutige Anlage geht auf einen mittelalterlichen Wohnturm zurück, der im Laufe der Jahrhundert vergrößert und erweitert wurde. 1255 ist die Burg in einer Urkunde von Egno von Eppan, Bischof von Trient erstmals erwähnt. Am 1. Dezember 1418 belehnte Georg von Liechtenstein, Bischof von Trient, Jakob von Cumighello mit einem Teil der Burg, darauf erhielt 1424 Hildebrand von Cles dessen Anteil. 1447 erscheint Georg von Cles als Alleineigentümer. Nachdem aufständische Bauern des Tals die Anlage 1525 zerstörten, ließen Bernhard von Cles und sein Neffe Hildebrand das Schloss im Renaissancestil wiederaufbauen. Weitere Umbaumaßnahmen erfolgten 1597. 1609 wurde Hildebrand Reimbert von Cles entmündigt und auf dem Schloss gefangen gesetzt. Darauf fungierte Ferdinand von Küepach als sein Verwalter. 1610 klagte seine Ehefrau Helena geb. von Thun erneut über die Verschwendung und das Benehmen ihres Ehemanns. 1825 brannte der südliche Teil der Anlage ab, dabei ging auch das umfangreiche Archiv verloren. Das Schloss gehört bis heute  den Freiherren von Cles und kann nur in Ausnahmefällen besichtigt werden.